# 金成柱 (サッカー選手)
金成柱（キム・ソンジュ、ハングル：김성주、ラテン翻字：Kim Seong-ju、1990年11月15日 - ）は、大韓民国出身のプロサッカー選手。Kリーグ2・忠南牙山FC所属。ポジションはMF。旧名は金永根（キム・ヨングン、ハングル: 김영근、ラテン翻字: Kim Young-geun）で2015年に現在の姓名に改名した。

## 来歴
浦項スティーラースU-18を経て、2009年に崇実大学校に進学。2011年には韓国ユニバーシアード代表及びU-22韓国代表に選出された。
2012年、日本のアルビレックス新潟に入団。J1リーグ第3節名古屋戦で途中出場し、Jリーグデビューを果たしたが、このシーズンはリーグ、Jリーグカップを合わせて4試合の出場にとどまった。
2013年、カターレ富山に期限付き移籍で加入。シーズン途中に怪我の検査のため一時帰国、椎間板ヘルニアと診断され現地で手術を受け、1ヶ月以上離脱することになったが、それ以外の試合のほとんどに先発出場、主力としてプレーした。
翌2014年、富山に完全移籍した。
2014年シーズン終了後、富山を退団。
2015年、ソウルイーランドFCに移籍した。
2016年、兵役に伴い尚州尚武FCに期限付き移籍した。

## 人物
「大学時代に練習ですごく走っていたので」スタミナがあり、2013年5月に行われた持久走では、チーム1の運動量を誇る舩津徹也に続く健闘をみせた。

## 個人成績
| 国内大会個人成績 | 国内大会個人成績 | 国内大会個人成績 | 国内大会個人成績 | 国内大会個人成績             | 国内大会個人成績             | 国内大会個人成績 | 国内大会個人成績 | 国内大会個人成績 | 国内大会個人成績 | 国内大会個人成績 | 国内大会個人成績 |
| 年度             | クラブ           | 背番号           | リーグ           | リーグ戦                     | リーグ戦                     | リーグ杯         | リーグ杯         | オープン杯       | オープン杯       | 期間通算         | 期間通算         |
| 年度             | クラブ           | 背番号           | リーグ           | 出場                         | 得点                         | 出場             | 得点             | 出場             | 得点             | 出場             | 得点             |
| 日本             | 日本             | 日本             | 日本             | リーグ戦                     | リーグ戦                     | リーグ杯         | リーグ杯         | 天皇杯           | 天皇杯           | 期間通算         | 期間通算         |
| ---------------- | ---------------- | ---------------- | ---------------- | ---------------------------- | ---------------------------- | ---------------- | ---------------- | ---------------- | ---------------- | ---------------- | ---------------- |
| 2012             | 新潟             | 16               | J1               | 2                            | 0                            | 2                | 0                | 0                | 0                | 4                | 0                |
| 2013             | 富山             | 13               | J2               | 31                           | 1                            | -                | -                | 1                | 0                | 32               | 1                |
| 2014             | 富山             | 13               | J2               | 29                           | 0                            | -                | -                | 1                | 0                | 30               | 0                |
| 韓国             | 韓国             | 韓国             | 韓国             | リーグ戦                     | リーグ戦                     | リーグ杯         | リーグ杯         | FA杯             | FA杯             | 期間通算         | 期間通算         |
| 2015             | ソウルイーランド |                  | Kチャレンジ      | 30                           | 4                            |                  |                  |                  |                  | 30               | 4                |
| 2016             | 尚州尚武         |                  | Kクラシック      |                              |                              |                  |                  |                  |                  |                  |                  |
| 通算             | 日本             | 日本             | J1               | 2                            | 0                            | 2                | 0                | 0                | 0                | 4                | 0                |
| 通算             | 日本             | 日本             | J2               | 60                           | 1                            | -                | -                | 1                | 0                | 61               | 1                |
| 通算             | 韓国             | 韓国             | Kクラシック      | 30                           | 4\|\|\|\|\|\|\|\|\|\|30\|\|4 |                  |                  |                  |                  |                  |                  |
| 通算             | 韓国             | 韓国             | Kチャレンジ      | \|\|\|\|\|\|\|\|\|\|\|\|\|\| |                              |                  |                  |                  |                  |                  |                  |
| 総通算           | 総通算           | 総通算           | 総通算           | 62                           | 1                            | 2                | 0                | 1                | 0                | 63               | 1                |

- Jリーグ初出場 - 2012年3月25日 J1 第3節 対名古屋グランパス戦 (瑞穂陸上競技場)
- Jリーグ初得点 - 2013年10月6日 J2 第36節 対ロアッソ熊本戦（富山）

## 代表歴
- 2011年 韓国ユニバーシアード代表、U-22韓国代表